# Romesco de Tarragona

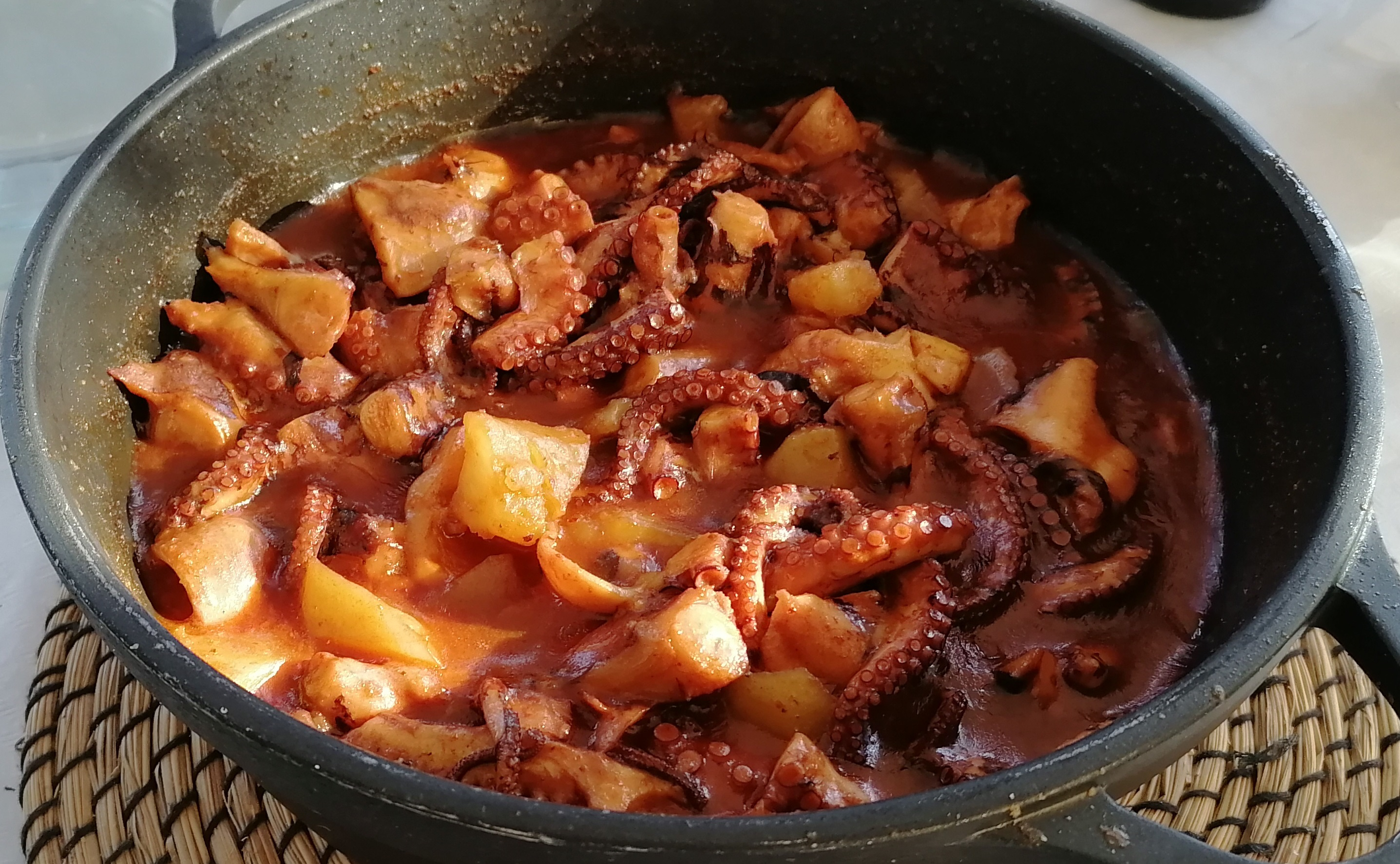
Romesco de pulpo con patatas (cocinado por Manolo Quero)

El Romesco de Tarragona (a veces denominado Romesco, Romesco de pescado o también Romescada o incluso romesquet) es una caldereta de pescado propia de la tradición gastronómica pescadora de Tarragona, particularmente del barrio marinero de El Serrallo. La base de este plato es una picada sofrita realizada a base de almendras, avellanas, ajo, pan frito y pimiento choricero (este último a veces también llamado pimiento de romesco). El Romesco de Tarragona es también tradicional, en mayor o menor medida, de otras localidades de la provincia, tal y como Cambrils, Torredembarra, Valls, El Vendrell, La Pobla de Mafumet o Santa Coloma de Queralt.
Es preciso no confundir el Romesco de Tarragona (caldereta) con la salsa de romesco (también llamada simplemente "romesco"). Esta última es una salsa fría empleada en el aderezo de ensaladas, mariscos, etc. y que se puede usar también en la tradicional calçotada, aunque con ligeras variantes.
La salsa de romesco (también llamada simplemente "romesco") probablemente se desarrolló a partir de esta caldereta, y se popularizó desde los años 60 del siglo XX en un contexto de desarrollo turístico.